# Cicadula flori
Cicadula flori är en insektsart som beskrevs av Sahlberg 1871. Cicadula flori ingår i släktet Cicadula och familjen dvärgstritar. Arten är reproducerande i Sverige. Utöver nominatformen finns också underarten C. f. danensis.